# Uromunna serricauda
Uromunna serricauda is een pissebed uit de familie Munnidae. De wetenschappelijke naam van de soort is voor het eerst geldig gepubliceerd in 1992 door Hans-Georg Müller.